# Ivor Churchill Guest
Ivor Churchill Guest, 1r vescomte de Wimborne, PC (Londres, 16 de gener de 1873 – Ídem, 14 de juny de 1939), més conegut com a Lord Ashby St Ledgers entre 1910 i 1914 i com a Lord Wimborne a partir del 1914, fou un polític britànic. Fou un dels darrers Lords tinents d'Irlanda, ocupant aquest càrrec en el transcurs de l'Alçament de Pasqua de 1916.

## Biografia

### Estudis i carrera militar
Guest era el fill d'Ivor Guest, 1r baró de Wimborne, i Lady Cornelia, filla de John Spencer-Churchill, 7è duc de Marlborough. Era el germà gran de Frederick Guest, Oscar Guest i Henry Guest, a més de cosí de Winston Churchill. Va ser educat a Eton i al Trinity College (Cambridge). Posteriorment va participar en la Segona Guerra Bòer, on fou premiat amb la Medalla de la Reina de Sud-àfrica amb dues barres. Tornat d'Àfrica, va ser nomenat capità del Dorset Imperial Yeomanry, el gener de 1902.

### Carrera política
El 1900 fou elegit membre del Parlament per la circumscripció de Plymouth, escó que havia perdut dos anys abans a les eleccions de 1898, per part del Partit Conservador. Aquell mateix any retindria el càrrec a les eleccions generals celebrades al Regne Unit. El 1904, en el transcurs de la controvèrsia que va afectar els conservadors sobre la possibilitat d'adoptar mesures proteccionistes, Guest i altres membres de la seva família van seguir Churchill cap al Partit Liberal, donant suport al lliure comerç. Es va mantenir com a membre del Parlament fins al 1910, moment en què fou elevat al rang aristocràtic com a Baró Ashby St Ledgers, d'Ashby St Ledgers, al comtat de Northampton, convertint-se, a més, en Pagador General (Paymaster General) del govern de Herbert H. Asquith. Va ocupar aquest càrrec fins al 1912, moment en què va passar a ser Lord in Waiting del rei Jordi V. Al començament de la Primera Guerra mundial va ser nomenat per la direcció de la recentment formada 10a Divisió (Irlandesa), comandada pel Tinent General Sir Bryan Mahon i estacionada al camp de Curragh.

### Alçament de Pasqua
El febrer de 1915 Wimborne fou nomenat Lord tinent d'Irlanda, en substitució de Lord Aberdeen. En aquell moment, el càrrec de Lord tinent era una posició cerimonial: el poder real es trobava en mans del secretari en cap i del sub-secretari. Determinat a estar més implicat en les decisions que s'hi prenien, l'octubre de 1915 fou nomenat com a director de reclutament, liderant el nou Departament de Reclutament per Irlanda. Va insistir a estar al dia sobre l'estat del país, obligant al sub-secretari de l'època, Sir Matthew Nathan, a enviar-li informes policials, detalls dels judicis i l'estat del reclutament.
El cap de setmana anterior a l'alçament de Pasqua, després de la captura de les armes alemanyes que transportava el vaixell Aud i l'arrest de Sir Roger Casement, Wimborne va insistir a Nathan perquè ordenés l'arrest d'un gran nombre de líders rebels. Nathan no es va mostrar gens disposat a seguir aquestes instruccions sense l'autorització expressa del secretari en cap, Augustine Birrell, que es trobava a Londres. Abans que es rebés l'autorització, l'alçament va començar, el 24 d'abril de 1916. Wimborne va proclamar la llei marcial a Dublín. A partir d'aleshores, l'exèrcit es va fer càrrec de la situació. El nou comandant en cap, el general Sir John Maxwell, va arribar a Irlanda el 28 d'abril, mentre que els rebels es van rendir l'endemà. En un primer moment, Wimborne va refusar presentar la dimissió després de l'alçament, però la pressió del govern el va obligar a fer-ho. No obstant, finalment va ser restituït en el càrrec. La comissió reial sobre la rebel·lió de 1916 (la comissió Hardinge) va exhonerar Wimborne de cap culpa en la crisi irlandesa, exposant que la seva posició com a Lord tinent era "anòmala en temps tranquils i gairebé impracticable en temps de crisi". Va seguir en el càrrec de Lord tinent durant dos anys més. Quan es va jubilar, el 1918, se li va crear el "vescomtat de Wimborne", de Canford Magna, al comtat de Dorset.

### Família
Lord Wimborne es va casar el 10 de febrer de 1902 amb l'honorable Alice Grosvenor, filla de Robert Grosvenor, 2n baró d'Ebury. Van tenir un fill i dues filles. Cap a la dècada de 1930 vivien vides separades, tot i que van seguir en termes amistosos. Des del 1934 i fins a la seva mort, Alice va estar relacionada amb el compositor William Walton. Wimborne va morir el juny de 1939, amb 66 anys, a la Wimborne House, situada a Arlington Street, Londres, la casa on havia nascut. En el títol, fou succeït pel seu únic fill, Ivor. Lady Wimborne va morir l'abril de 1948, amb 67 anys.